# San Cristóbal (Oaxaca)
San Cristóbal es una población del estado mexicano de Oaxaca, localizada en el municipio de Santa María Jalapa del Marqués, en el Istmo de Tehuantepec. Tiene el carácter de localidad en Santa María Jalapa del Marqués, siendo la segunda más poblada después de la cabecera municipal.

## Ubicación y Población
Según el censo de población del 2020, San Cristóbal cuenta con una población de 711 habitantes, de los cuales: 357 son hombres y 354 son mujeres.
La localidad se ubica a 9.2 km al este de la cabecera municipal, en los límites municipales con Tequisistlán. En las coordenadas geográficas 16°26′40.2″N 95°31′50.1″O / 16.444500, -95.530583.